# Marching in Time
Marching in Time è il quinto album in studio del gruppo musicale statunitense Tremonti, pubblicato il 24 settembre 2021 dalla Napalm Records.

## Tracce
Testi e musiche di Mark Tremonti.
1. A World Away – 5:15
2. Now and Forever – 4:20
3. If Not for You – 4:10
4. Thrown Further – 4:47
5. Let That Be Us – 4:28
6. The Last One of Us – 4:40
7. In One Piece – 4:36
8. Under the Sun – 4:32
9. Not Afraid to Lose – 5:44
10. Bleak – 4:37
11. Would You Kill – 4:04
12. Marching in Time – 7:33

Traccia bonus nell'edizione LP trasparente
1. Forgive Myself

Traccia bonus nelle edizioni LP bianco/nero e gialla
1. Walking Beside Me

## Formazione
Gruppo
- Mark Tremonti – voce, chitarra
- Eric Friedman – chitarra, strumenti ad arco, programmazione
- Tanner Keegan – basso
- Garrett Whitlock – batteria

Altri musicisti
- Michael "Elvis" Baskette – strumenti ad arco, programmazione

Produzione
- Michael "Elvis" Baskette – produzione, missaggio
- Jef Moll – ingegneria del suono, montaggio digitale
- Josh Saldate – assistenza tecnica
- Brad Blackwood – mastering

## Classifiche
| Classifica (2021)          | Posizione massima |
| -------------------------- | ----------------- |
| Austria                    | 21                |
| Belgio (Vallonia)          | 93                |
| Germania                   | 10                |
| Regno Unito                | 45                |
| Regno Unito (rock & metal) | 1                 |
| Stati Uniti                | 184               |
| Svizzera                   | 13                |